# Margaret Crowley (Eisschnellläuferin)
Margaret Yates „Maggie“ Crowley (* 17. März 1986 in Saint Paul) ist eine ehemalige US-amerikanische Eisschnellläuferin.

## Werdegang
Crowley wurde in der Saison 2003/04 US-amerikanische Juniorenmeisterin im Mehrkampf sowie US-amerikanische Meisterin im Sprint-Mehrkampf und kam bei den Juniorenweltmeisterschaften 2004 in Roseville auf den 13. Platz im Mini-Mehrkampf und auf den vierten Rang in der Teamverfolgung.
Im folgenden Jahr lief sie bei den Juniorenweltmeisterschaften in Seinäjoki auf den 17. Platz im Mini-Mehrkampf und auf den vierten Rang in der Teamverfolgung. In der Saison 2005/06 war ihre einzige Saison mit Weltcupteilnahmen und startete dabei bei sieben Läufen, wobei der zehnte Platz in der Teamverfolgung in Heerenveen ihr bestes Ergebnis war. Beim Saisonhöhepunkt, den Olympischen Winterspielen 2006 in Turin, belegte sie den 22. Platz über 3000 m und den fünften Rang in der Teamverfolgung.

## Erfolge

### Olympische Spiele
- 2006 Turin: 5. Platz Teamverfolgung, 22. Platz 3000 m

### Persönliche Bestzeiten
| Disziplin | Zeit        | Datum             | Ort            |
| --------- | ----------- | ----------------- | -------------- |
| 500 m     | 40,70 s     | 27. Dezember 2005 | Salt Lake City |
| 1000 m    | 1:20,94 min | 29. Januar 2005   | Salt Lake City |
| 1500 m    | 1:58,09 min | 30. Dezember 2005 | Salt Lake City |
| 3000 m    | 4:05,69 min | 12. November 2005 | Calgary        |
| 5000 m    | 7:40,36 min | 24. Oktober 2005  | Milwaukee      |